# Sarvesh Anil Kushare
Sarvesh Anil Kushare (Hindi सर्वेश अनिल कुशारे; * 17. Juni 1995) ist ein indischer Leichtathlet, der sich auf den Hochsprung spezialisiert hat.

## Sportliche Laufbahn
Erste internationale Erfahrungen sammelte Sarvesh Anil Kushare im Jahr 2019, als er bei den Südasienspielen in Kathmandu mit übersprungenen 2,21 m die Goldmedaille im Hochsprung gewann. 2023 belegte er bei den Hallenasienmeisterschaften in Astana mit 2,20 m den sechsten Platz. Im Juli gewann er dann bei den Freiluftmeisterschaften in Bangkok mit 2,26 m die Silbermedaille hinter dem Südkoreaner Woo Sang-hyeok. Anschließend schied er bei den Weltmeisterschaften in Budapest mit 2,22 m in der Qualifikationsrunde aus und belegte im Oktober bei den Asienspielen in Hangzhou mit 2,26 m den vierten Platz. Im Jahr darauf verpasste er bei den Olympischen Sommerspielen in Paris mit 2,15 m den Finaleinzug und 2025 belegte er bei den Asienmeisterschaften in Gumi mit 2,19 m den fünften Platz.
In den Jahren 2018 und 2019 sowie von 2022 bis 2024 wurde Kushare indischer Meister im Hochsprung.